# Un dormeur encombrant

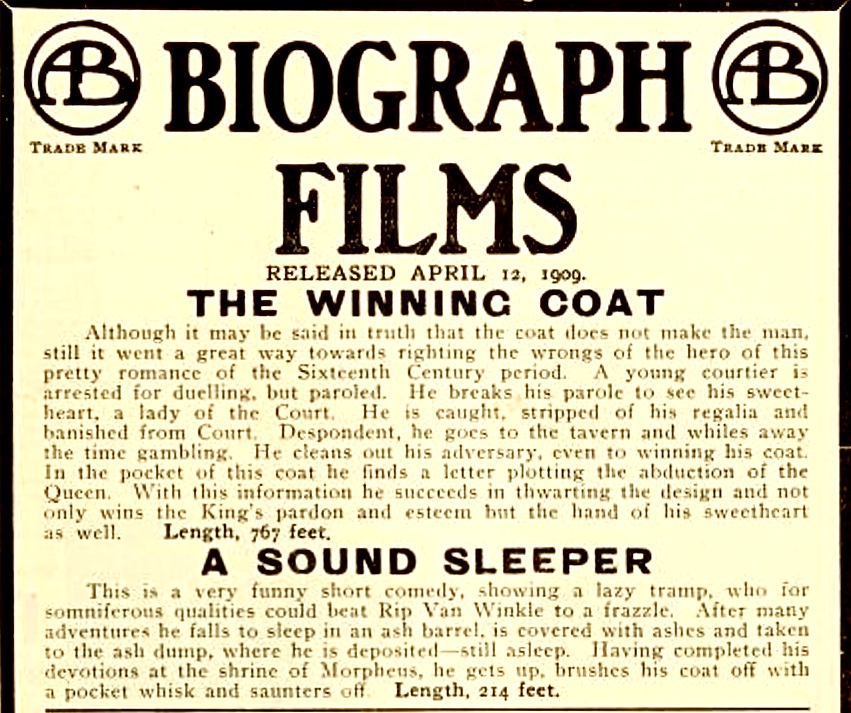
Affiche promotionnelle indiquant la sortie des films Biograph du 12 avril 1909.

Un dormeur encombrant (A Sound Sleeper) est un film muet américain réalisé par D. W. Griffith, sorti en 1909.

## Synopsis
Plongé dans un profond sommeil, un vagabond demeure étranger à ce qui se passe autour de lui : n'importe quoi peut arriver, il s'endort ou continue à dormir. Ainsi, alors qu'une bagarre éclate autour de lui, il demande aux personnes de le laisser dormir. Puis il se fraye un chemin, rencontre un tonneau à cendres où il se loge pour y faire la sieste. Le tonneau est emporté dans un dépotoir où son contenu est déversé. Le vagabond n'en poursuit pas moins son somme.

## Fiche technique
- Titre : Un dormeur encombrant
- Titre original : A Sound Sleeper
- Réalisation et scénario : D. W. Griffith
- Société de production et de distribution : American Mutoscope and Biograph Company[1]
- Photographie : G. W. Bitzer et Arthur Marvin
- Pays :  États-Unis
- Format[2] : noir et blanc - muet - 1,33:1[3] ou 1,37:1[4] - 35 mm[3],[4]
- Longueur de pellicule : 214 pieds (65 mètres[3])
- Durée : 2 minutes (à 16 images par seconde)[2]
- Genre : comédie
- Date de sortie : 12 avril 1909

## Distribution
Les noms des personnages proviennent de l'Internet Movie Database.
- Anthony O'Sullivan : le vagabond
- Mack Sennett : le gentilhomme
- Robert Harron : un des bagarreurs
- Anita Hendrie : la première dame
- Arthur V. Johnson : un des bagarreurs
- Florence Lawrence : la deuxième dame
- Owen Moore : le policier
- Herbert Prior : un des bagarreurs

## Autour du film
Les scènes du film ont été tournées le 18 mars 1909 à Fort Lee dans le New Jersey.